# میتویا، کاگاوا
میتویا در استان کاگاوا در کشور ژاپن واقع شده‌است که دارای جمعیت ۶۹٬۹۹۷ نفر و مساحت ۲۲۲٫۶۶ کیلومتر مربع با تراکم جمعیت ۳۱۴ نفر در کیلومترمربع است و در تاریخ ۱ ژانویه ۲۰۰۶ به عنوان شهر شناخته شد.